# Siheung
Siheung (hangul 시흥시, hanja 始興市) är en stad i den sydkoreanska provinsen Gyeonggi, och är en sydvästlig förort till Seoul. Folkmängden var 533 305 invånare i slutet av 2020.
Kommunen är indelad i 18 administrativa stadsdelar (dong):
Baegot-dong,
Daeya-dong,
Eunhaeng-dong,
Gunja-dong,
Gwarim-dong,
Janggok-dong,
Jeongwangbondong,
Jeongwang 1-dong,
Jeongwang 2-dong,
Jeongwang 3-dong,
Jeongwang 4-dong,
Maehwa-dong,
Mokgam-dong,
Neunggok-dong,
Sincheon-dong,
Sinhyeon-dong,
Wolgot-dong och
Yeonseong-dong.